# Naranjales, Oaxaca
Naranjales är en ort i Mexiko.   Den ligger i kommunen San Lorenzo Texmelúcan och delstaten Oaxaca, i den sydöstra delen av landet, 400 km sydost om huvudstaden Mexico City. Naranjales ligger 1 651 meter över havet och antalet invånare är 239.
Terrängen runt Naranjales är varierad, och sluttar västerut. Runt Naranjales är det glesbefolkat, med 15 invånare per kvadratkilometer. Närmaste större samhälle är El Arador, 2,8 km norr om Naranjales. I omgivningarna runt Naranjales växer i huvudsak städsegrön lövskog.